# Eino H. Ahti
Hannes Einar Gabriel Ahti, född 14 mars 1894 i Vasa, död 2 februari 1955 i Helsingfors, var en finländsk sångtextförfattare och skådespelare.

## Biografi
Ahti föddes i Vasa som son till en förman. Han tog en treårskurs inom maskin vid en konstruktionsskola i Helsingfors och arbetade som ingenjörssjöman. Väl hemkommen till Finland tog Ahti anställning som svetsare och uppträdde vid sidan som underhållare vid arbetarföreningsfester. Därigenom föddes artistnamnet Gabriel Tossu. Från 1915 skrev Ahti för tidningen Työmies, från början under namnet Einari Ahti och senare under Ahti H. Einola.
1928 blev Ahti utgivare för tidningen Hämeen Kansa och 1935 flyttade han över till Elantos utbildningsavdelning för hantering av historiskt material samt blev redaktör för tidningen Elanto. Efter att under cirka fem år tillhört bondeförbundets ungdomsförbund, Pienviljelijäin liitto, återvände Ahti 1951 till Elanto. Regissören Nyrki Tapiovaara hade lagt märke till Ahti, då denne uppträtt på arbetarföreningarnas fester och fick denne att ansluta sig till filmen Varastettu kuolema, som hade premiär 1938. Detta följde en karriär inom filmen.
Som sångtextförfattare skrev Ahti minst tre sånger: Kulkurin masurkka, Kulkuripoika Helsingissä och Maantien varrella. Den förstnämnda komponerades ursprungligen av Pekka Jurva och har framförts av bland andra Arttu Suuntala, Ture Ara och Sakari Halonen. Kulkuripoika Helsingissä har framförts av bland andra Einari Ketola samt Reino Helismaa och Maantien varrella framfördes av Matti Jurva 1928.
Ahti är begravd på Malms begravningsplats i Helsingfors.